# 七美發電廠
七美發電廠為一座位於臺灣澎湖縣七美鄉南港村的小型火力發電廠，廠區坐落在七美碼頭中油公司的儲油槽旁。該發電廠除火力發電機組之外在2011年底時，另外再擴充了裝置容量150KW的太陽能發電廠。目前七美發電廠由台灣電力公司擁有，並由該公司旗下的澎湖區營業處所管理，全名為台灣電力股份有限公司七美發電廠。

## 沿革
澎湖縣七美島島上之供電業務最初為當地居民自辦發電與供電業務。直到1974年，蔣經國內閣針對離島地區擬定「台電公司接辦臺灣省離島電業實施方案」，計畫分三年由台電公司接辦離島地區的發電與供電業務。其中七美島部分，台電公司於1974年6月接手七美島供電業務，並新建小型火力發電廠一座及服務所一間，當時廠內共裝設兩部裝置容量100KW的柴油發電機組。1978年，台電公司在從澎湖本島上的澎湖發電廠調派一部德國MAN公司生產，裝置容量500KW的柴油發電機組至七美發電廠中。
1981年8月，台電公司在進行七美發電廠發電機組的大規模更新工程，將原三部舊發電機組汰除，並新增四部裝置容量1,000KW的柴油發電機，其中，這些新增發電機組的製造商分別為德國MAN公司製1部、英國MB公司製1部以及比利時ABC公司製2部，另外還有一部裝置容量500KW的緊急發電機。
1989年，台電公司計畫於七美島上試辦先導型風力發電機組。同年6月，該項工程由美國USW U.S. Windpower公司得標，並計畫裝設兩部裝置容量100KW的先導型風力發電機組，工程於隔年10月下旬完工，並且併入七美發電廠的供電與發電調度系統中。然而試辦期間由於台電公司對於風力發電的技術未臻純熟，導致先導型風力發電機組總裝置容量占七美全島電力系統離峰40%，並且無法克服風力供電比例過高對供電穩定不利的問題，最終試辦2年後即告終止供電。風力發電機組停機後，台電公司也將其拆除，原廠區土地也淪為當地的放牧區。
2011年初，澎湖縣政府向中央政府爭取縣內離島可做為低碳島的示範鄉鎮，中央政府核准後，澎湖縣政府即選定七美島作為低碳示範島。並於七美鄉境內設置全臺第三座獨立的太陽光電發電廠。發電廠完工後，將併入台電公司七美發電廠的發電系統中發電，廠區內，共裝設672片的矽晶模組，總裝置容量150KW、年總發電量預估約有19萬8,000度。

## 設備

### 發電機組

#### 商轉中
| 名稱             | 柴油機類型                          | 發電機類型                             | 機組數量 | 發電燃料 | 裝置容量（MW） | 興建年代  | 狀態   |
| ---------------- | ----------------------------------- | -------------------------------------- | -------- | -------- | -------------- | --------- | ------ |
| 1號機            | 英国Mirrlees Blackstone公司製柴油機 | 臺灣大同公司製交流式同步發電機         | 1        | 柴油     | 1,0MW          | 1998年7月 | 商轉中 |
| 2號機            | 比利时ABC公司製柴油機               | 美国康明斯發電機製交流式同步發電機     | 1        | 柴油     | 1,0MW          | 2006年6月 | 商轉中 |
| 3號機            | 比利时ABC公司製柴油機               | 美国康明斯發電機公司製交流式同步發電機 | 1        | 柴油     | 1,0MW          | 2005年8月 | 商轉中 |
| 4號機            | 德国MAN集團製柴油機                 | 美国愛默生電力製交流式同步發電機       | 1        | 柴油     | 1,0MW          | 2001年7月 | 商轉中 |
| 太陽光能發電機組 | 不適用                              | 臺灣東君能源科技公司製矽晶模組         | 672片    | 太陽光能 | 0.15MW         | 2011年底  | 商轉中 |

#### 已汰除
| 名稱          | 柴油機類型        | 發電機類型                             | 機組數量 | 發電燃料 | 裝置容量（MW]） | 興建年代   | 狀態   |
| ------------- | ----------------- | -------------------------------------- | -------- | -------- | --------------- | ---------- | ------ |
| 1號機         |                   | 交流式同步發電機                       | 1        | 柴油     | 0.3MW           | 1974年6月  | 已汰除 |
| 2號機         |                   | 交流式同步發電機                       | 1        | 柴油     | 0.3MW           | 1974年6月  | 已汰除 |
| 3號機         | 德国MAN公司製柴油 | 交流式同步發電機                       | 1        | 柴油     | 0.5MW           | 1978年     | 已汰除 |
| 1號風力發電機 | 不適用            | 美国USW U.S. Windpower公司製風力發電機 | 1        | 風力     | 0.1MW           | 1990年10月 | 已汰除 |
| 2號風力發電機 | 不適用            | 美国USW U.S. Windpower公司製風力發電機 | 1        | 風力     | 0.1MW           | 1990年10月 | 已汰除 |

## 圖輯

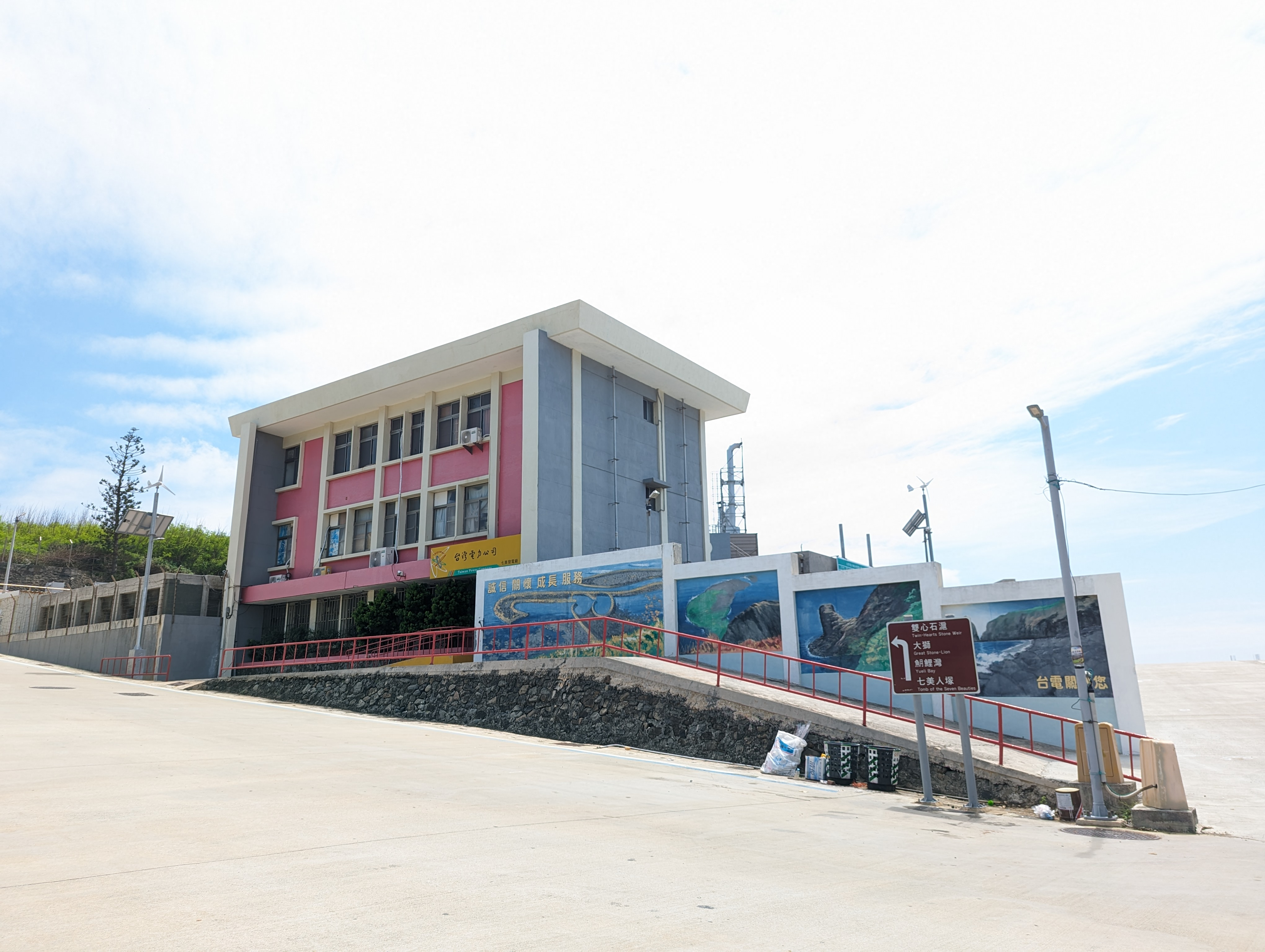
七美發電廠南港村辦事處
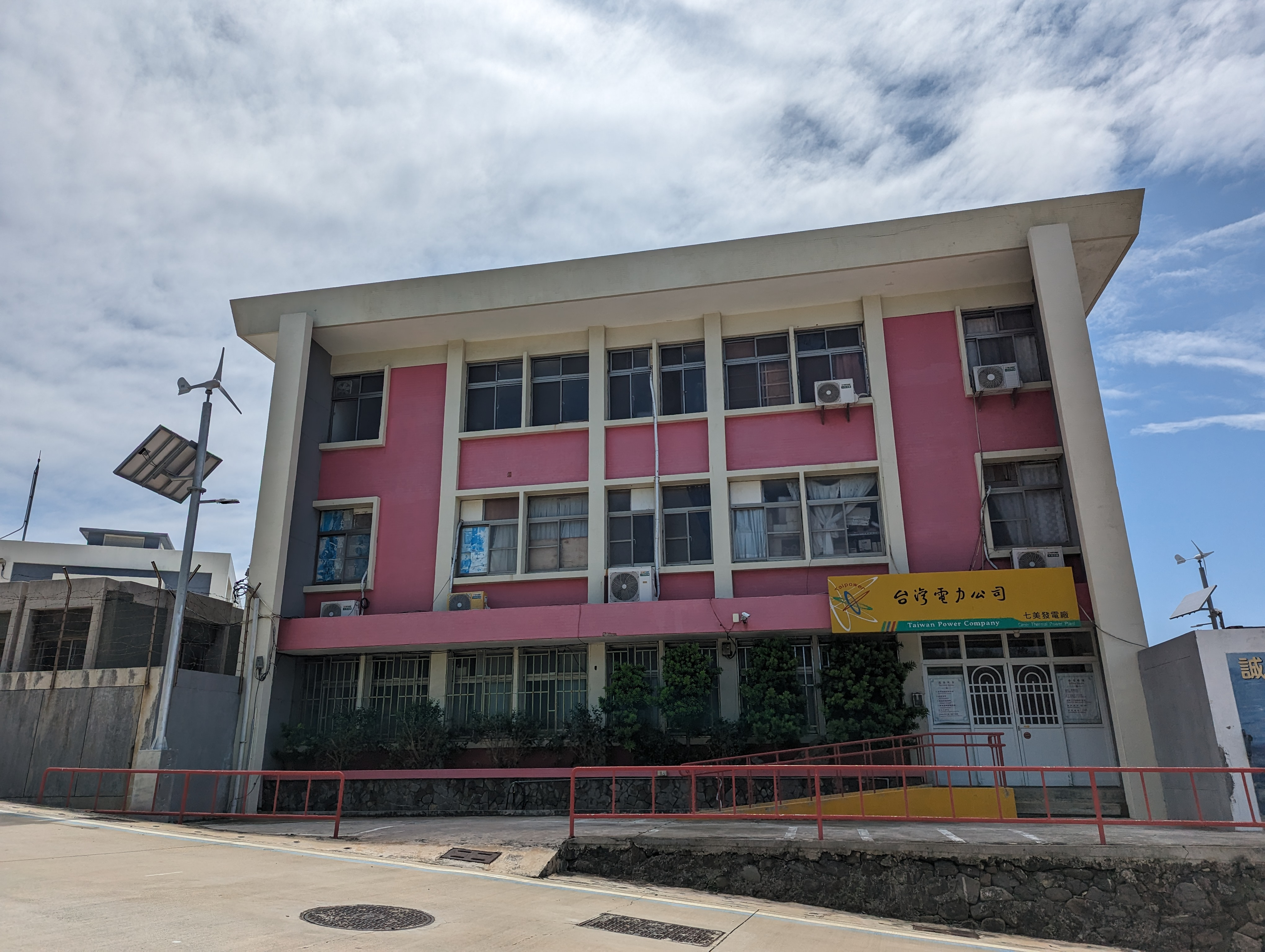
七美發電廠辦公大樓
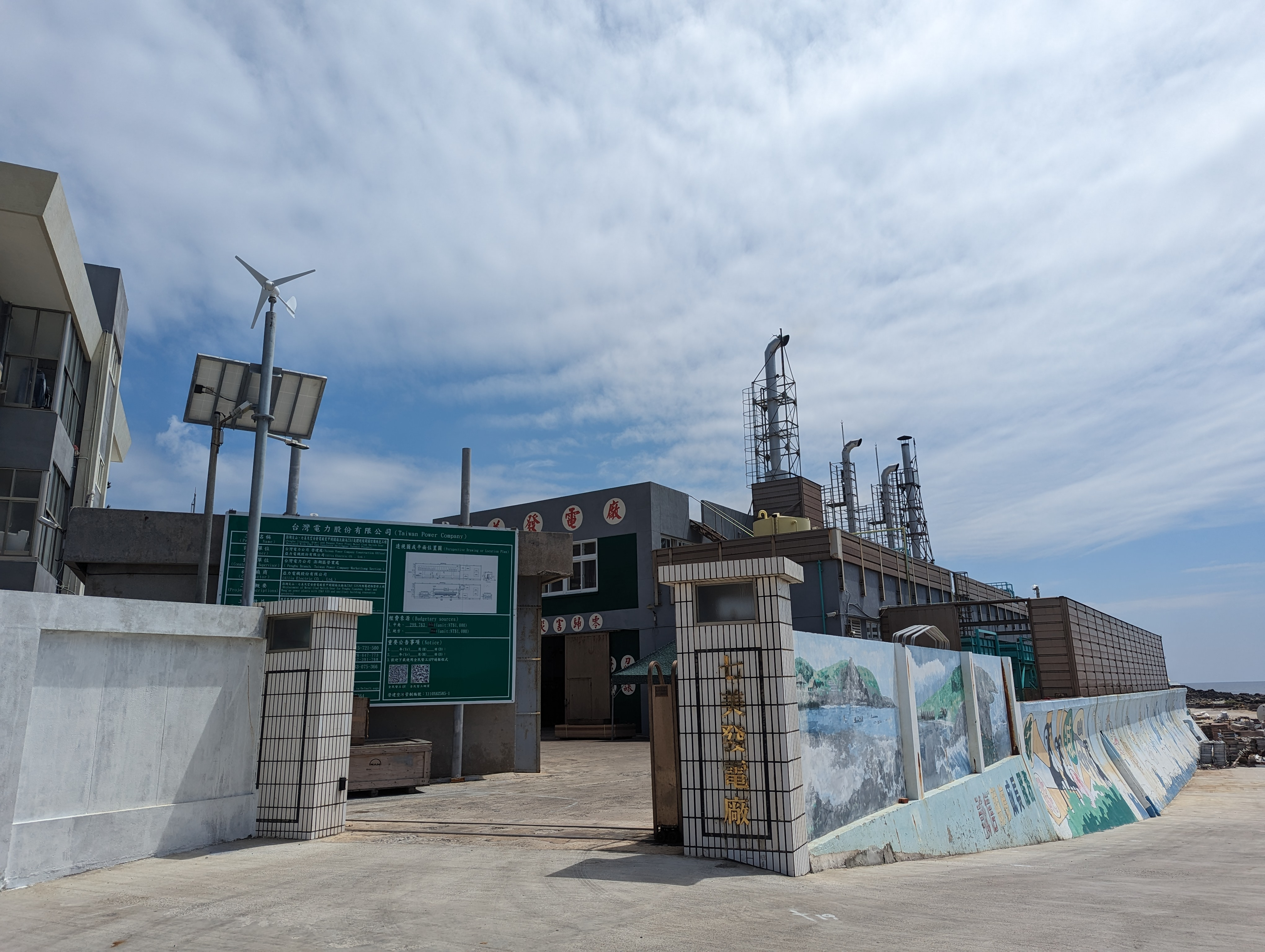
七美發電廠機房入口處
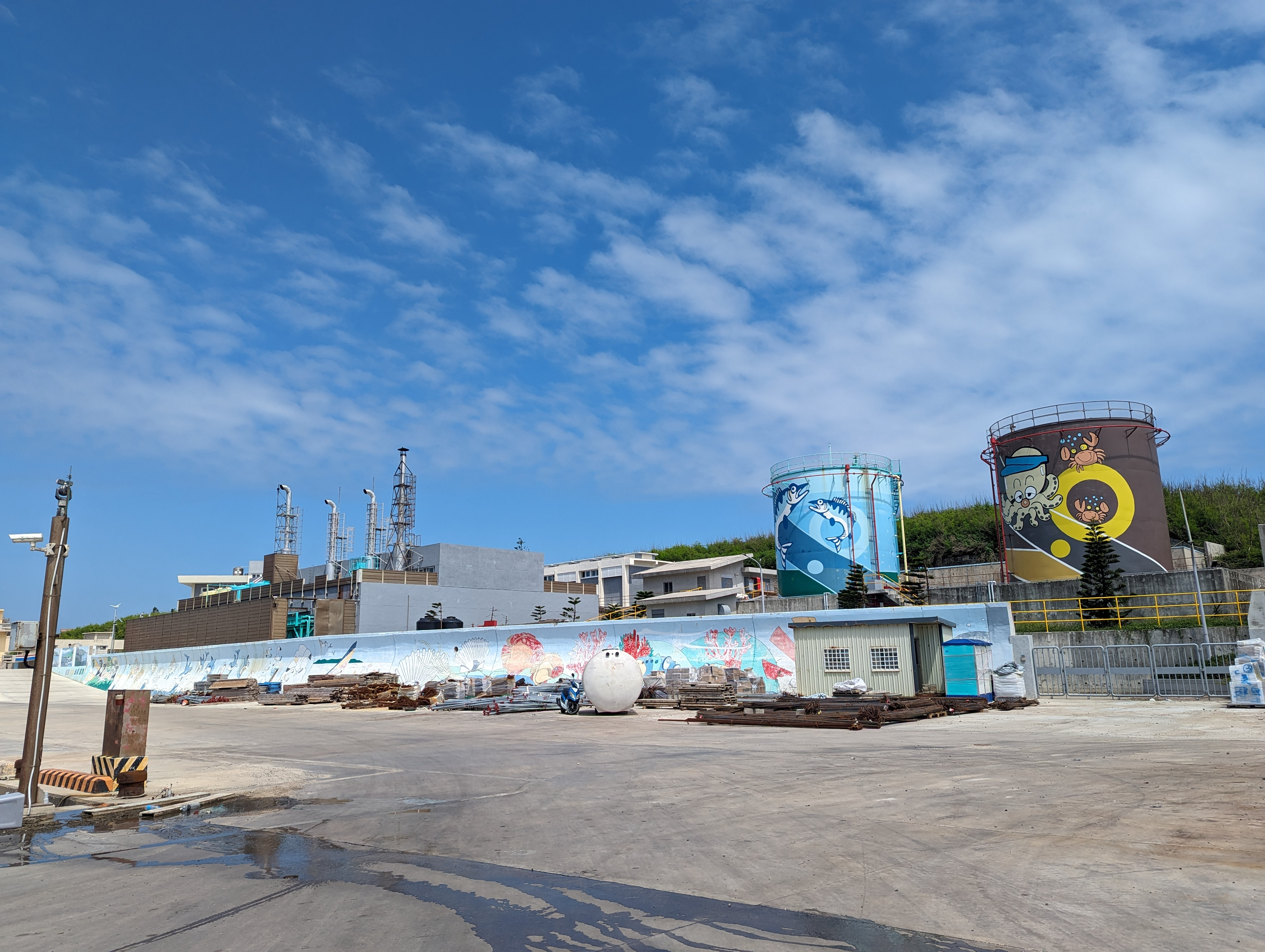
位於南滬港畔的發電廠機房

## 資料來源
1. ↑  . 行政院環境保護署 - 低碳永續家園資訊網.   [2016-03-13] （中文（臺灣））.
2. ↑  . 台灣電力公司澎湖營業區.   [2016-03-13] （中文（臺灣））.
3. 1 2 3 4 5  朱瑞墉.  (PDF). 源雜誌. 2009-07  [2016-03-13]. （原始内容存档 (PDF)于2021-04-12） （中文（臺灣））.
4. 1 2 3  吳天明.  (PDF). 源雜誌. 2012  [2016-03-13]. （原始内容 (PDF)存档于2019-02-18） （中文（臺灣））.
5. 1 2 3 4 5  . PeoPo公民新聞. 2011-12-01  [2016-03-13] （中文（臺灣））.

## 外部連結
- 七美電廠簡介 （页面存档备份，存于）